# Калиново (Вологодская область)
Калиново — деревня в Сокольском районе Вологодской области.
Входит в состав Боровецкого сельского поселения, с точки зрения административно-территориального деления — в Боровецкий сельсовет.
Расстояние по автодороге до районного центра Сокола — 19 км, до центра муниципального образования Обросова — 8 км. Ближайшие населённые пункты — Судоверфь, Шачино, Клыжово.
По переписи 2002 года население — 17 человек.